# Травасош (Вила-Верди)
Травасо́ш (порт. Travassós) — населённый пункт и район в Португалии, входит в округ Брага. Является составной частью муниципалитета Вила-Верди. Находится в составе крупной городской агломерации Большое Минью. По старому административному делению входил в провинцию Минью. Входит в экономико-статистический субрегион Каваду, который входит в Северный регион. Население составляет 217 человек на 2001 год. Занимает площадь 0,93 км².